# Юсуф ад-Даи
Ад-Даи Юсуф ибн Яхья (араб. الداعي يوسف بن يحي‎, ум 12 сентября 1012) — зейдитский имам Йемена, правивший в 977—999 и 1002—1012 годах.

## Борьба против Яфирудов и Зиядидов
Юсуф ибн Яхъя был сыном имама аль-Мансура Яхьи, который умер в 976 году. В следующем году Юсуф был провозглашён под тронным именем ад-Даи Юсуф. Его первые годы правления были наполнены борьбой против Яфуридов, которые правили большей частью Йеменского Высокогорья. Важный город Сана в это время был объектом господства суннитской династии Зиядидов, которые правили в Тихаме со своей базы в Забиде. Ад-Даи Юсуф сумел завоевать признание в качестве принца в Санаа и окружающих провинциях в 978 году, читая хутбы от своего имени. Однако, правитель от Зиядидов Ибн ад-Даххак (араб. ابن الضحاك‎) вскоре отвоевал Сану обратно. Последнему результативному правителю Яфуридов Абдалле ибн Кахтану удалось отобрать город и снова увеличить свою власть вторгаясь в домены Зиядидов и захватив Забид. После смерти Абдаллы в 997 году правление яфуридов рухнуло.

## Оспаривание лидерства
Для ад-Даи Юсуфа, это была всего лишь короткая передышка. Соперник в борьбе за имамат Аль-Мансур аль-Касим появился в 999 году. С помощью племени хамдан ад-Даи Юсуф был изгнан из Саады — традиционного местонахождения имамов. Зейдитский шериф аль-Касим бен аль-Хусейн был направлен в Сану новым имамом и зейдитская община подчинилась ему. Через несколько лет аль-Касим бен аль-Хусейн изменил своё мнение и ад-Даи Юсуф был призван снова. Имам Аль-Мансур аль-Касим ушёл от власти в 1002 году и ад-Даи Юсуф вновь стал правителем. Однако, во время его правления было много мелких стычек в Сане, где племенные группы Бану Хамдан и Бану Хавлан играли главную роль Он также был вынужден бороться с сыном аль-Мансура который выдавал себя за имама под именем аль-Махди аль-Хусейн. Эта непростая ситуация сохранялась до смерти ад-Даи Юсуфа в 1012 году.